# 2 Reyes 15
2 Reyes 15 es el decimoquinto capítulo de la segunda parte de los Libros de los Reyes de la Biblia hebrea o Segundo Libro de los Reyes del Antiguo Testamento de la  Biblia cristiana El libro es una compilación de varios anales que registran los actos de los reyes de Israel y Judá por un compilador deuteronómico en el siglo VII a. C. con un suplemento añadido en el siglo VI a. C. Este capítulo registra los acontecimientos durante los reinados de Azarías (Uzías) y su hijo, Jotam, el reyes de Judá, así como de Zacarías, Salum, Menahem, Pekahiah y Pekah, el reyes de Israel.  Doce primeros versículos de la narración pertenecen a una sección principal 2 Reyes 9:1-15:12 que abarca el período de la dinastía de Jehú.

## Texto
Este capítulo fue escrito originalmente en lengua hebrea y desde el siglo XVI se divide en 38 Versículos.

### Testigos textuales
Algunos de los primeros manuscritos que contienen el texto de este capítulo en hebreo pertenecen a la tradición del Texto Masorético, que incluye el Códice de El Cairo (895), el Códice de Alepo (siglo X) y el Códice Leningradensis (1008).
También existe una traducción al griego koiné conocida como Septuaginta, realizada en los últimos siglos AEC. Los manuscritos antiguos existentes de la versión Septuaginta incluyen el Codex Vaticanus (B; {\displaystyle {\mathfrak {G}}}B; siglo IV) y el Codex Alexandrinus (A; {\displaystyle {\mathfrak {G}}}A; siglo V). 

## Estructura
Este capítulo puede dividirse en las siguientes secciones:
- 2 Reyes 15:1-7: Relato regnal de Azarías (Uzías) ben Amasías de Judá.
- 2 Reyes 15:8-12: Relato regnal de Zacarías ben Jeroboam de Israel
- 2 Reyes 15:13-16: Relato regnal de Salum ben Jabes de Israel
- 2 Reyes 15:17-22: Cuenta Regnal de Menahem ben Gadi de Israel
- 2 Reyes 15:23-26: Cuenta Regnal de Pekahiah ben Menahem de Israel
- 2 Reyes 15:27-31: Cuenta Regnal de Pekah ben Remaliah de Israel
- 2 Reyes 15:32-38: Relato regnal de Jotam ben Uzías de Judá

## Análisis
Este capítulo muestra un contraste entre la estabilidad del Reino del Sur y el deslizamiento hacia abajo del Reino del Norte, con dos registros reales de Judá entre paréntesis de la narración de cinco reyes de Israel en rápida sucesión. Cada reinado se juzga utilizando una fórmula estándar, una para los reyes de Judá (versículos 2 Reyes 15:3, 2 Reyes 15: 34) y otro para los reyes de Israel (versículos 2 Reyes 15:9, 2 Reyes 15:18, 2 Reyes 15:24, 2 Reyes 15:28). 

## Azarías (Uzías), rey de Judá (15:1-7)
Los registros del reinado de Azarías, hijo de Amasías, rey de Judá, pueden delimitarse por la forma introductoria (versículos 1-4) y la forma conclusiva (versículos 5-7). El relato principal se encuentra en el Versículo 5 en relación con la lepra del rey y el papel activo de su hijo, Jotam, en el gobierno del reino en su nombre, pero la duración del co-reinado no se registra explícitamente. El período de su reinado coincide en gran medida con el reinado de Jeroboam, que gobernó sobre un territorio del reino comparable al de Salomón, por lo que el reino de Azarías era vasallo del reino de Israel. 2 Crónicas 26 proporciona un relato más detallado del reinado de Azarías, especialmente la razón por la que Dios lo golpeó con lepra, sus 'acciones militares contra Filistea, los árabes de Geur-Baal y los meunitas', así como 'sus esfuerzos por fortificar Jerusalén y asegurar el dominio sobre el Sefelá. '

### Versículo 1
En el año veintisiete de Jeroboam, rey de Israel, comenzó a reinar Azarías, hijo de Amasías, rey de Judá 
- «En el año 27 de Jeroboam»: Según Edwin R. Thiele  en su Chronology of the Bible,[17] siguiendo «método del año de sucesión», Azarías hijo de Amasías de Judá comenzó a reinar en solitario como décimo rey de Judá entre abril y septiembre de 767 a. C., tras un período de corregencia (desde la captura de Amasías por Joás de Israel). [18]

### Versículo 2
Tenía dieciséis años cuando llegó a ser rey, y reinó cincuenta y dos años en Jerusalén. Su madre se llamaba Jecolías, de Jerusalén. 
- Referencia cruzada: 2 Crónicas 26:3
- "Reinó 52 años según la cronología de Thiele, siguiendo el «método del año de accesión», Azarías se convirtió en rey a la edad de 16 años cuando su padre, Amasías, fue tomado como rehén del reino de Israel en 791 AEC, como corregente hasta la muerte de su padre entre abril y septiembre de 767 AEC, cuando gobernó en solitario a la edad de 39 años, hasta su muerte entre septiembre de 740 AEC y septiembre de 739 AEC a la edad de 68 años. [20]
- «Jecolías de Jerusalén» (también escrito como «Jecolías» (ESV) o «Jekolías» (MEV)) pudo ser arreglada como esposa de Amasías para 'consolidar el dominio de Amasías sobre Jerusalén tras un intento fallido de revuelta'.[15]

### Versículo 5
Y Jehová tocó al rey, de modo que fue leproso hasta el día de su muerte, y vivió en una casa separada. Y Jotam, hijo del rey, estaba al frente de la casa, gobernando al pueblo de la tierra. 
- «Un leproso»: sufría de «lepra», que era un 'término para varias enfermedades de la piel' (cf. Leviticus 13). [22] Como leproso, Azarías era considerado impuro (Leviticus 13:45), y no apto para desempeñar las funciones del estado ni para presentarse en el templo.[15]
- «Una casa separada»: de בֵית הַחָפְשִׁית, bet hakhofshit; el significado es incierto. [23] La Torá ordena a los leprosos vivir apartados de la población (Leviticus 13:46).[15]

### Versículo 7
Y durmió Azarías con sus padres, y lo sepultaron con sus padres en la ciudad de David, y reinó en su lugar Jotam su hijo. 
El momento de la muerte de Azarías coincide con el momento en que Isaías recibió su llamado a ser profeta («el año en que murió el rey Uzías»; Isaías 6:1).
E.L. Sukenik encontró una inscripción aramea que dice: «Aquí fueron traídos los huesos de Uzías, rey de Judá. No abrir!» y que en su día marcaba la tumba de Uzías a las afueras de Jerusalén.

## Zacarías, rey de Israel (15:8-12)
Zacarías, el último gobernante de la dinastía de Jehú, sólo reinó seis meses y su asesinato pone fin a un largo período de estabilidad en el reino de Israel. Se enmarca en la guía divina que Dios mismo anunció al fundador de la dinastía (2 Reyes 10:30) y confirma su cumplimiento en el Versículo 12.

### Versículo 8
En el año treinta y ocho de Azarías, rey de Judá, Zacarías hijo de Jeroboam reinó sobre Israel en Samaria seis meses. 
- «En el año 38 de Azarías»: Basándose en la cronología de Thiele, McFall determina que Jeroboam debió morir entre el mes Elul (6º mes; agosto/septiembre) y Tishrei (7º mes; septiembre/octubre) del 753 a. C., e inmediatamente fue sucedido por Zacarías, su hijo, mientras aún se contaba el 38.º año de Azarías (que se calculaba de Tishrei a Tishrei o de septiembre a septiembre). [18]
- «Seis meses»: El asesinato de Zacarías ocurrió probablemente en los primeros meses de 752 AEC (antes del 1 de Nisán de 752 AEC), que se cuenta como el año 39 de Azarías.[29]

### Versículo 10
Y Salum hijo de Jabes conspiró contra él, y lo hirió delante del pueblo, y lo mató, y reinó en su lugar
- «Ante el pueblo» (KJV, ASV, NASB, NIV, NRSV, NLT): del texto hebreo masorético קָבָל עָם, qaval ʿam. [31] En la versión griega de Luciano se lee «in Ibleam» (בְיִבְלְעָם. beyivleʿam (cf. NAB, TEV),[31] el lugar donde Ocozías de Judá es asesinado por Jehú (2 Reyes 9:27),[27] lo que proporciona cierta ironía cuando Zacarías, el último de la dinastía de Jehú, también fue asesinado en el mismo lugar. [12] El texto griego de la Septuaginta en el Códice Vaticano y algunos textos hebreos dicen Keblaʿam.[27]

### Versículo 12
Esta fue la palabra del Señor que habló a Jehú, diciendo: «Tus hijos se sentarán en el trono de Israel hasta la cuarta generación.»' Y así fue.
- «Hasta la cuarta generación»: un cumplimiento de la palabra de YHWH en 2 Reyes 10:30 de que Jehú y cuatro generaciones de sus descendientes (Joacaz, Joás, Jeroboam II y Zacarías) gobernaron desde aproximadamente 814-753 a. C.; la dinastía de Jehú terminó cuando Salum asesinó a Zacarías en 753 a. C..[33]

## Salum, rey de Israel (15:13-16)
Tras poner fin a la dinastía de Jehú (#Versículo 10), Salum sólo pudo reinar un mes antes de ser asesinado por Menahem. La estructura literaria consta de una «forma regia introductoria» (versículo 2 Reyes 15:13), el cuerpo del relato (versículo 14) y la «forma regia conclusiva» (versículo 2 Reyes 15:15-16). La sumisión de Menahem a Asiria (versículos 2 Reyes 15:19-20) sugiere que su acción fue para detener un intento de rebelión contra los asirios por parte de Salum.

## Menahem, rey de Israel (15:17-22)
El reinado de 10 años de Menahem proporciona un «raro período de estabilidad» en los últimos años del reino del norte, que fue el resultado del pago tributario de Menahem al rey asirio, Tiglat-Pileser III (también conocido como Pul, cf. ANET] 272). El tributo, junto con los de otros monarcas, aparece con el nombre de Menahem explícitamente en los anales de Asiria (ANET 283-284). Para pagar ese tributo, Menahem instituyó un impuesto opresivo, cincuenta siclos (alrededor de 11⁄4 libras, o 575 gramos) de plata por persona de todos los hombres ricos de Israel (Versículo 20), lo que puede contribuir al golpe contra su hijo después de su muerte. 

### Versículo 17
En el año treinta y nueve de Azarías, rey de Judá, comenzó a reinar sobre Israel Manahem, hijo de Gadi, y reinó diez años en Samaria». 
- «En el año 39 de Azarías»: según la cronología deThiele, Menahem comenzaría a reinar a finales de abril del 752 a. C. y moriría entre septiembre del 742 a. C. y abril del 741 a. C., después de ocupar el trono durante 10 años.[40]

### Versículo 19

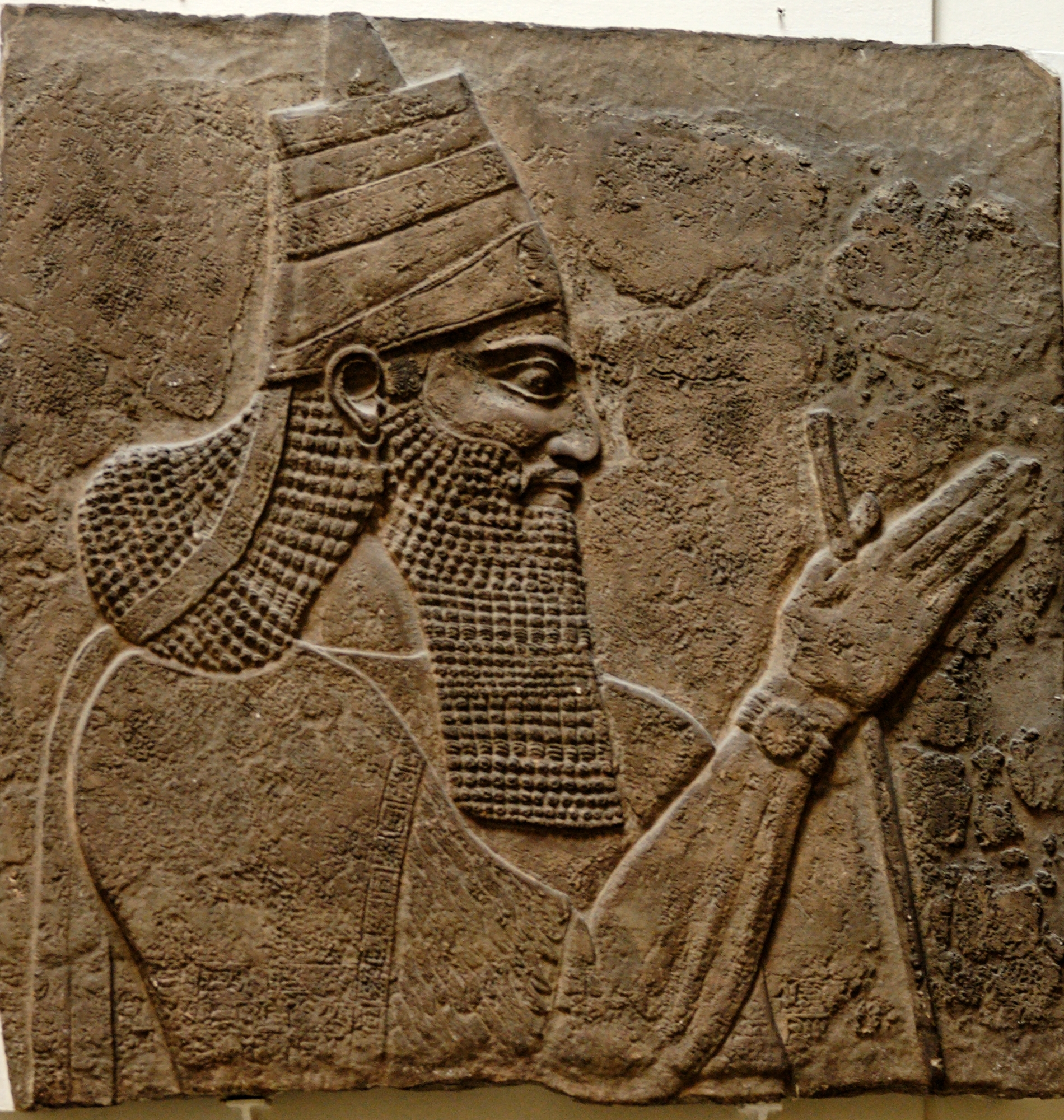
«Pul» o «Tiglath-Pileser III», rey de Asiria. Panel de piedra, obra de arte asiria, h. 728 a. C.. Del Palacio Central de Nimrud.

Y Pul rey de Asiria vino contra la tierra; y Menahem dio a Pul mil talentos de plata, para que su mano estuviese con él a fin de confirmar el reino en su mano.'
- «Asiria»: desde este Versículo hasta el final del libro, Asiria es mencionada 48 veces (12 veces 4), reemplazando a Aram como la principal amenaza para el reino del norte (Aram esencialmente desaparece después de 2 Reyes 16, excepto una breve mención en 2 Reyes 24:2).[42]
- «1000 talentos» de metal: son unas 38 tons, o 34 toneladas métricas.[43] Un talento era unas 75 libras o 34 kilogramos.[44]

Tiglath-Pileser registra el tributo de Menahem en una de sus inscripciones (ANET3 283).

## Pekahiah, rey de Israel (15:23-26)
El principal relato regio de Pekahiah, el 17º rey de Israel, sólo menciona su asesinato por un grupo de 50 hombres de Galaad dirigidos por Pekah ben Remaliah, su propio capitán (versículo 25).

### Versículo 23
En el año cincuenta de Azarías, rey de Judá, comenzó a reinar Pekaía hijo de Menahem sobre Israel en Samaria, y reinó dos años.
- «En el año 50 de Azarías»: según la cronología deThiele, Pekahiah comenzaría a reinar entre septiembre de 742 AEC y abril de 741 AEC después de la muerte de su padre, Menahem.[48]
- «Dos años»: Pekahiah habría muerto entre septiembre de 740 a. C. y abril de 739 a. C. según el método de año de sucesión de la cronología de Thiele.[48]

## Peka, rey de Israel (15:27-31)
El registro principal del reinado de Peka en esta sección se centra en la invasión de Tiglat-Pileser III en Israel en 734-732 a. C. y su asesinato en un golpe dirigido por Oseas ben Elah, respaldado por los asirios, como se señala en los anales de Asiria (ANET 284).. La alianza de Peka con Rezín de Damasco en la guerra siro-efraimita para resistir a los asirios y atacar a Judá, vasallo de los asirios, se registra en múltiples pasajes (versículo 37, 2 Reyes 16:5, 7-9; Isaías 7:1-17; Isaías 9:1) y también en los anales de los asirios (ANET 283-284).

### Versículo 27
En el año cincuenta y dos de Azarías, rey de Judá, Peka hijo de Remalías fue rey de Israel en Samaria, y reinó veinte años 
- «En el año 52 de Azarías»: según la cronología de Thiele, Pekah reinó como rey único en Samaria entre septiembre de 740 AEC y abril de 739 AEC, después de la muerte de Pekahiah, pero se puede considerar que reinó junto con Menahem. 12 años antes.[52]
- «Reinó 20 años»: La cronología de Thiele-McFall sostiene que Pekah comenzó a reinar junto con Menahem desde el año 29 de Azarías a fines de Nisan (abril) 752 AEC, y fue rey único a partir de septiembre 740 AEC y abril 739 AEC durante 8 años hasta su muerte entre septiembre 732 AEC y abril 731 AEC, por lo que el total de años de su reinado es de 20 años. [52]

## Peka, rey de Israel (15:27-31)
El registro principal del reinado de Peka en esta sección se centra en la invasión de Tiglat-Pileser III en Israel en 734-732 a. C. y su asesinato en un golpe dirigido por Oseas ben Elah, respaldado por los asirios, como se señala en los anales de Asiria (ANET 284).. La alianza de Peka con Rezín de Damasco en la guerra siro-efraimita para resistir a los asirios y atacar a Judá, vasallo de los asirios, se registra en múltiples pasajes (versículo 37, 2 Reyes 16:5, 7-9; Isaías 7:1-17; Isaías 9:1) y también en los anales de los asirios (ANET 283-284).

### Versículo 27
En el año cincuenta y dos de Azarías, rey de Judá, Peka hijo de Remalías fue rey de Israel en Samaria, y reinó veinte años 
- «En el año 52 de Azarías»: según la cronología de Thiele, Pekah reinó como rey único en Samaria entre septiembre de 740 AEC y abril de 739 AEC, después de la muerte de Pekahiah, pero se puede considerar que reinó junto con Menahem. 12 años antes.[52]
- «Reinó 20 años»: La cronología de Thiele-McFall sostiene que Pekah comenzó a reinar junto con Menahem desde el año 29 de Azarías a fines de Nisan (abril) 752 AEC, y fue rey único a partir de septiembre 740 AEC y abril 739 AEC durante 8 años hasta su muerte entre septiembre 732 AEC y abril 731 AEC, por lo que el total de años de su reinado es de 20 años.[52]

## Jotam, rey de Judá (15:32-38)
Al igual que su padre (Azarías o Uzías), Jotam recibió una buena valoración 'a los ojos de DIOS' (versículo 34; cf. versículo 3), aunque ambos reyes no eliminaron los 'lugares altos', cosa que hicieron más tarde Ezequías (2 Reyes 18:4) y Josías (2 Reyes 23:8), ni llevaron a cabo acciones políticas notables. El logro memorable de Jotam fue la construcción de «la puerta superior de la casa de Yahveh» (Versículo 9).

### Versículo 32
En el segundo año de Peka hijo de Remalías, rey de Israel, comenzó a reinar Jotam hijo de Uzías, rey de Judá
- Referencia cruzada: 2 Crónicas 27:1
- En el segundo año de Peka": Según la cronología de Thiele-McFall, Jotam comenzó el corregimiento con su padre, Uzías, alrededor de abril de 750 AEC, cuando Uzías se convirtió en leproso, y sólo reinó como único rey después de la muerte de Uzías entre septiembre de 740  BCE y septiembre 739 BCE, hasta que renunció alrededor de septiembre 735 BCE (16.º año de su reinado), pero todavía mantuvo algunas funciones estatales hasta su muerte alrededor de abril 731 BCE (20.º año de «su reinado»). [57] La sincronización con el reinado de Oseas indica que Jotam murió entre septiembre de 732 AEC y septiembre de 731 AEC.[57] Thiele señala que el año de la ascensión de Jotam al trono se cuenta como el «primer año de reinado» (no el «año de ascensión»), como se suele utilizar para la corregencia.[58] Sin embargo, la información de que comienza en el 2.º año de Peka indica que la ascensión se produjo entre Nisán (abril) y Tishrei (septiembre) de 750 a. C., no como era habitual en el mes de Tishrei para los reyes de Judá.[57]

### Versículo 33
Tenía veinticinco años cuando comenzó a reinar, y reinó dieciséis años en Jerusalén. Su madre se llamaba Jerusha, hija de Sadoc. 
- Referencias cruzadas: 2 Crónicas 27:1, 2 Crónicas 27:8
- «16 años»: según la cronología de Thiele, Jotam comenzó a reinar a la edad de 25 años en corregencia con su padre, Uzías (57 años de edad), alrededor de abril de 750 AEC, y se convirtió en rey único entre septiembre de 740 AEC y septiembre de 739 AEC, después de la muerte de Uzías (68 años de edad).[57] Jotam transfirió el trono a su hijo, Acaz, alrededor de septiembre de 735 AEC para concluir su reinado por un total de 16 años.[57] Sin embargo, Jotam parece mantener algunas funciones estatales hasta abril 731 AEC, mientras que Acaz oficialmente estaba en el trono, lo que resulta una frase «en el año 20 de Jotán») en la sincronización con el reinado de Oseas en el reino de Israel (versículo 2 Reyes 15:30), a pesar de la cuenta oficial de 16 años del reinado de Jotam.[57] Jotam murió entre septiembre de 732 AEC y septiembre de 732 AEC.[57] Una bulla real (sello) con la inscripción: «Perteneciente a Ajaz (hijo de) Yehotam' (=Jotam), rey de Judá» fue descubierto y autentificado.[60][61]
- «Jerusha»: escrito como «Jerushah» en 2 Crónicas 27:1.[62]